# Nomborn

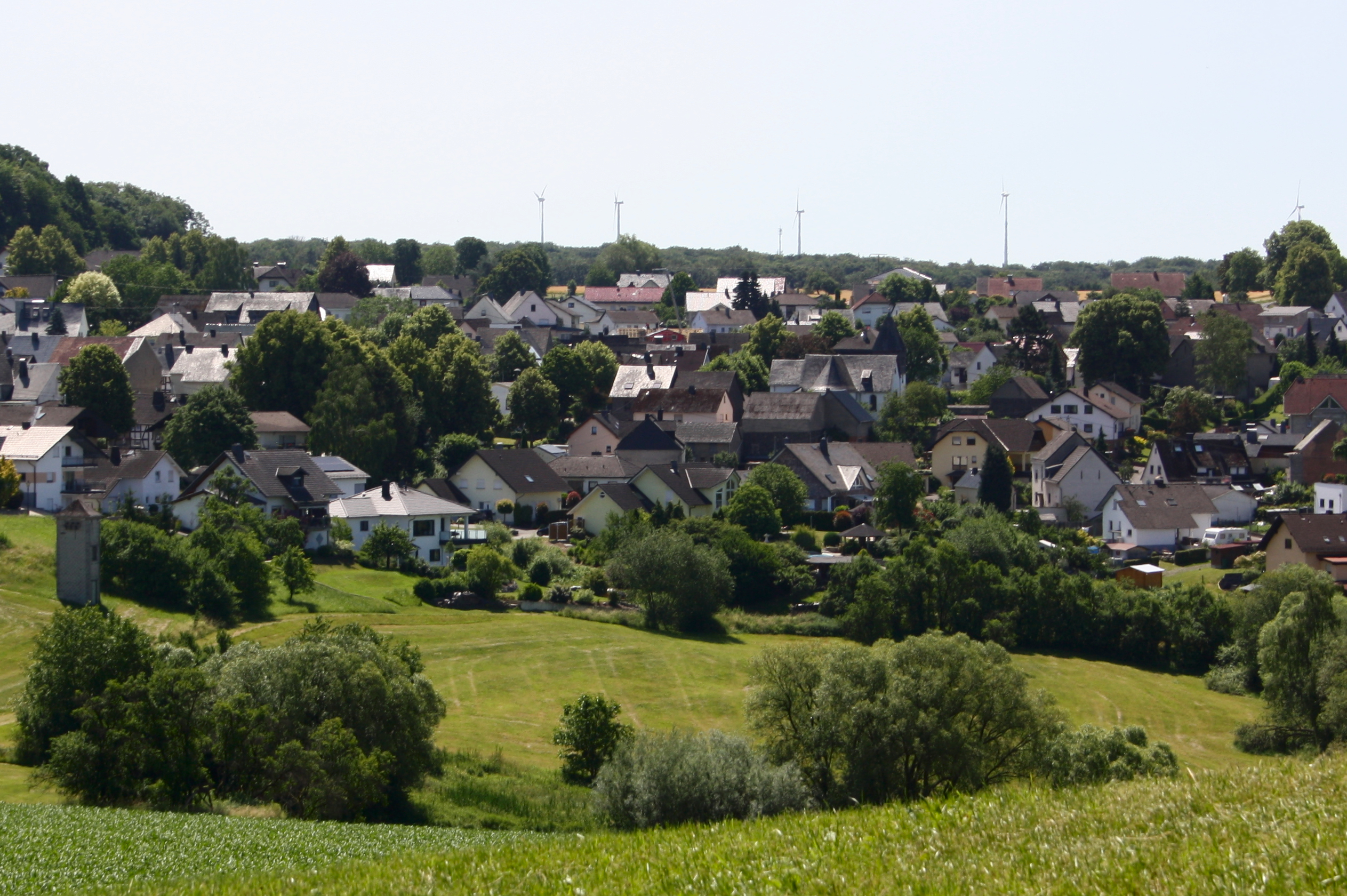
Nomborn (2020)

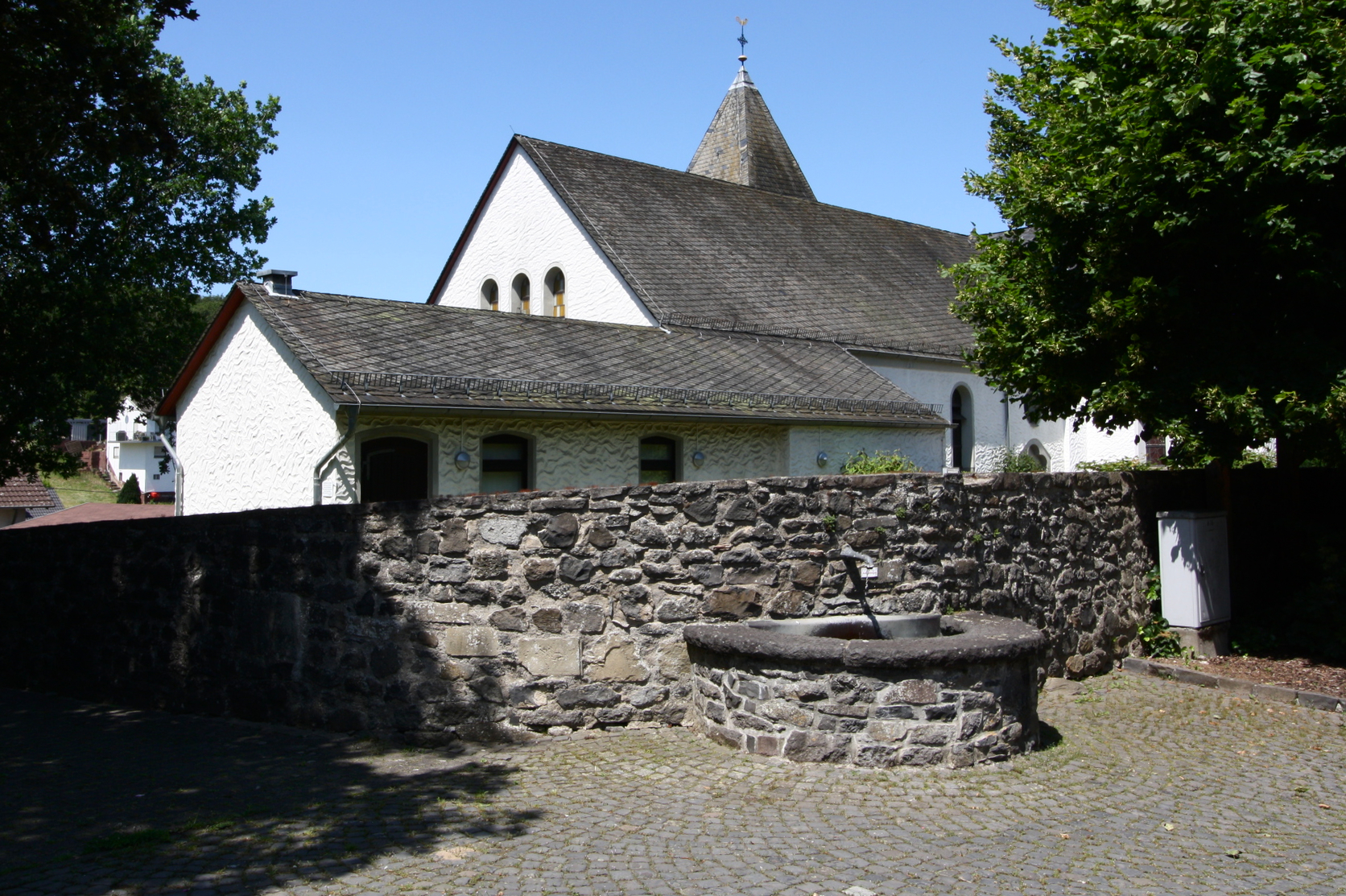
St. Kilian

Nomborn ist eine Ortsgemeinde im Westerwaldkreis in Rheinland-Pfalz. Sie gehört der Verbandsgemeinde Montabaur an.

## Geographie
Die Gemeinde liegt im Westerwald zwischen Montabaur und Limburg an der Lahn am Rande des Naturpark Nassau. Durch den Ort fließt der Eisenbach. Zu Nomborn gehören auch die Wohnplätze Kautenmühle, Studentenmühle und Marienhof.

## Geschichte
Nomborn wurde im Jahre 1289 als Numburne erstmals urkundlich erwähnt. Die Gemeinde gehörte zum Kirchspiel Nentershausen, war aber selbst Sitz eines Hubengerichts, das auch für den Nachbarort Großholbach zuständig war.
Die Kapelle St. Kilian wird erstmals 1525 erwähnt. Ein romanischer Turm, der 1905 durch den heutigen Kirchturm ersetzt wurde, sowie Glocken aus den Jahren 1147 und 1448 deuten aber auf ein höheres Alter hin.
Eine ältere Mühle in der Nähe des Orts wird 1383 erwähnt, die heute noch bestehende Studentenmühle 1564. Letztere wurde allerdings nach einer Phase als Wüstung, wohl als Folge des Dreißigjährigen Krieges, 1648 wieder aufgebaut. Ebenso erging es der Eberhartz- und der Untermühle, die beide 1564 erstmals erwähnt und nach 1653 wieder aufgebaut wurden. Die Untermühle wird letztmals 1786 erwähnt.
Eine historische Lambachpumpe aus den 1940er Jahren wird seit der Restauration in den 1980er Jahren zur Versorgung der örtlichen Brunnen betrieben.
Statistik zur Einwohnerentwicklung
Die Entwicklung der Einwohnerzahl der Gemeinde Nomborn, die Werte von 1871 bis 1987 beruhen auf Volkszählungen:
| Jahr | Einwohner |
| 1815 | 266       |
| 1835 | 440       |
| 1871 | 445       |
| 1905 | 361       |
| 1939 | 424       |
| 1950 | 460       |

| Jahr | Einwohner |
| 1961 | 424       |
| 1970 | 484       |
| 1987 | 589       |
| 2005 | 713       |
| 2022 | 725       |

## Politik

### Gemeinderat
Der Gemeinderat in Nomborn besteht aus zwölf Ratsmitgliedern, die bei der Kommunalwahl am 9. Juni 2024 in einer Mehrheitswahl gewählt wurden, und dem ehrenamtlichen Ortsbürgermeister als Vorsitzendem.

### Bürgermeister
Armin Klein wurde am 8. Juli 2024 Ortsbürgermeister von Nomborn. Bei der Direktwahl am 9. Juni 2024 hatte er sich mit einem Stimmenanteil von 63,5 % gegen seinen Amtsvorgänger durchgesetzt.
Sein Vorgänger Patrick Brach hatte das Amt seit 2014 inne. Bei der Direktwahl am 26. Mai 2019 war er mit 75,43 % für weitere fünf Jahre in seinem Amt bestätigt worden. Brachs Vorgänger waren Johannes Hübinger (Ortsbürgermeister 2004–2014) und Walter Brach (1984–2004).

### Wappen
| Wappen der Ortsgemeinde Nomborn | Blasonierung: „Im silbernen Wellenschnitt schräglinks geteilt. Oben in Rot eine silberne Kirche, darüber in Reihe vier silberne Sechsecke, unter ihr zwei, darunter ein silbernes Sechseck. Unten in Blau ein silberner Brunnen mit offenem, rechteckigen Wasserbecken, vorn mit zwei, seitlich mit einer liegenden Raute, und dahinter stehender, nach rechts gewendeter Schwengelpumpe.“                                             |
| Wappen der Ortsgemeinde Nomborn | Wappenbegründung: Das Wappen stilisiert im oberen Teil die Kirche St. Kilian. Die Sechsecke, sieben an der Zahl, symbolisieren die Basaltsäulen, die im Bereich des Hausberges Bornkasten vorkommen. Im unteren Teil des Wappens wird die frühere Trinkwasserversorgung als Laufbrunnen symbolisiert. Die Wellenschrägleiste stellt den die Gemeinde durchfließenden Eisenbach dar. Das Wappen wurde 1983 von der Gemeinde angenommen. |

## Verkehr
- Die nächste Autobahnanschlussstelle ist Diez an der A 3 Köln – Frankfurt, etwa drei Kilometer entfernt.
- Nomborn ist durch die Regionalbuslinie 450 (Montabaur – Nomborn – Nentershausen – Diez – Limburg) der Firma Rhein-Mosel-Bus an den ÖPNV angeschlossen. Seit dem 1. Januar 2017 gilt auch im Westerwaldkreis der Tarif des Verkehrsverbund Rhein-Mosel (VRM).
- Die nächste Anschlussmöglichkeit an den Schienenpersonennahverkehr besteht am ca. 4 km entfernt gelegenen Bahnhof Steinefrenz an der Unterwesterwaldbahn (Limburg (Lahn) – Diez Ost – Montabaur – Wirges – Siershahn).
- Die nächsten Anschlussmöglichkeiten an den Fernverkehr sind Montabaur und Limburg Süd (Intercityexpress) sowie Koblenz Hbf (Intercityexpress, Intercity, Eurocity, Euronight).

## Kultur und Sehenswürdigkeiten
- Siehe Liste der Kulturdenkmäler in Nomborn
- Siehe Liste der Naturdenkmale in Nomborn

## Söhne und Töchter (Auswahl)
- Hans-Joachim Höhn (* 1957), römisch-katholischer Theologe